# كريستيان إيجيرت
كريستيان إيجيرت (بالألمانية: Christian Eggert)‏ مواليد 16 يناير 1986 في هيرنه لاعب كرة قدم ألماني يلعب الآن مع نادي شالكه 04 الثاني في مركز خط الوسط

## روابط خارجية
- كريستيان إيجيرت على موقع قاعدة بيانات كرة القدم.إي يو (الإنجليزية)
- كريستيان إيجيرت على موقع بيانات كرة القدم. دي إي (الألمانية)
- كريستيان إيجيرت على موقع عالم كرة القدم.نت (الإنجليزية)